# Кураљани
Кураљани (слч. Kuraľany) насељено је мјесто са административним статусом сеоске општине (слч. obec) у округу Љевице, у Њитранском крају, Словачка Република.

## Становништво
| Година:    | 1994. | 2004.   | 2014.    | 2024.    |
| ---------- | ----- | ------- | -------- | -------- |
| Број људи: | 636   | 578     | 516      | 449      |
| Разлика:   |       | -9,11 % | -10,72 % | -12,98 % |

| Година:    | 2023. | 2024.   |
| ---------- | ----- | ------- |
| Број људи: | 454   | 449     |
| Разлика:   |       | -1,10 % |

Према подацима о броју становника из 2011. године насеље је имало 532 становника.